# 달마가 동쪽으로 간 까닭은?
《달마가 동쪽으로 간 까닭은?》(達磨가 東쪽으로 간 까닭은?)은 1989년에 제작된 대한민국의 영화이다.
대구 효성여자대학교(현재의 대구가톨릭대학교) 교수로 재직 중이던 배용균이 감독을 맡았으며 배용균프로덕션이 제작했다. 기획 8년, 제작 4년이라는 기간이 소요되었으며 제작, 연출, 각본, 촬영, 미술, 편집, 조명 등 영화 제작의 모든 과정을 배용균 감독이 직접 처리해서 주목을 받았다. 산사에 사는 동자승의 눈에 비친 인간의 생과 사, 자연과 생명의 신비함 등을 묘사한 영화이다.

## 줄거리
어느 날 기봉이라는 청년 승려가 노승 혜곡, 동자승 해진이 함께 살고 있던 산사를 방문했다. 기봉은 속세에 홀로 남은 시각 장애인 어머니에 대한 걱정에 시달리고 있던 청년 승려였지만 산사에서 대자유의 길을 얻기 위해 자신의 본성을 깨닫고 해탈에 이르기를 원했다.
어느 날 혜곡은 산사에서 밤낮을 가리지 않고 수행하던 도중에 큰 부상을 입었는데 얼마 지나지 않아서 자신의 입적이 얼마 남지 않았음을 깨닫게 된다. 기봉은 혜곡과의 교감을 통해 견성성불(見性成佛)의 도를 깨우치려고 했지만 세속적인 욕망에서 비롯된 번뇌에서 헤어나지 못했다.
입적을 얼마 앞두고 있던 혜곡은 기봉에게 자신의 입적을 아무에게도 알리지 말고 자신의 시신을 화장시켜 줄 것을 부탁했다. 혜곡의 시신을 다비한 기봉은 해진에게 혜곡이 남긴 유품을 건네주고 산사를 떠났다. 한편 산사에 혼자 남은 해진은 불이 타오르는 아궁이에 혜곡의 유품을 넣어 태우게 된다.

## 출연 배우
- 이판용: 노승 혜곡 역
- 신원섭: 청년 승려 기봉 역
- 황해진: 동자승 해진 역
- 고수명: 주지 역
- 김희룡: 도반 역
- 윤병희: 기봉의 어머니 역
- 최명덕: 여동생 역
- 이은영: 해진의 어머니 역
- 이선혜: 무희 역

## 수상
- 1989년 제42회 칸 영화제 주목할 만한 시선(Un Certain Regard) 부문 수상
- 1989년 로카르노 국제 영화제 황금표범상, 감독상, 촬영상, 청년 비평가상 부문 수상
- 1990년 한국영화평론가협회상 심사위원특별상 부문 수상

## 같이 보기
- 한국의 불교